# Nanumba North
Nanumba North är ett distrikt i Ghana.   Det ligger i regionen Norra regionen, i den centrala delen av landet, 400 km norr om huvudstaden Accra. Antalet invånare är 79 560. Arean är 2 279 kvadratkilometer.
Terrängen i Nanumba North är platt.